# Agrostistachys borneensis
Agrostistachys borneensis là một loài thực vật có hoa trong họ Đại kích. Loài này được Becc. mô tả khoa học đầu tiên năm 1904.

## Hình ảnh

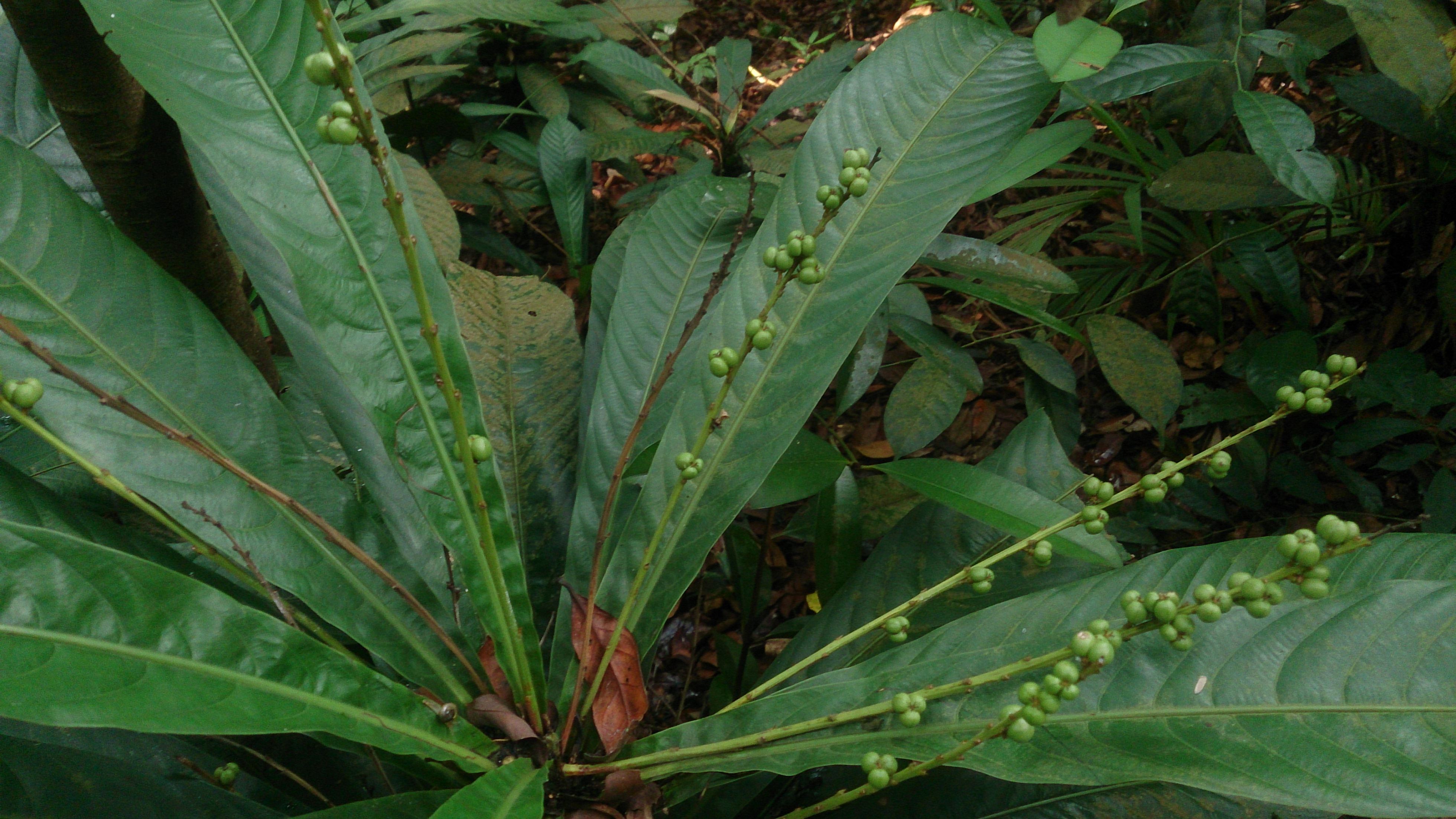
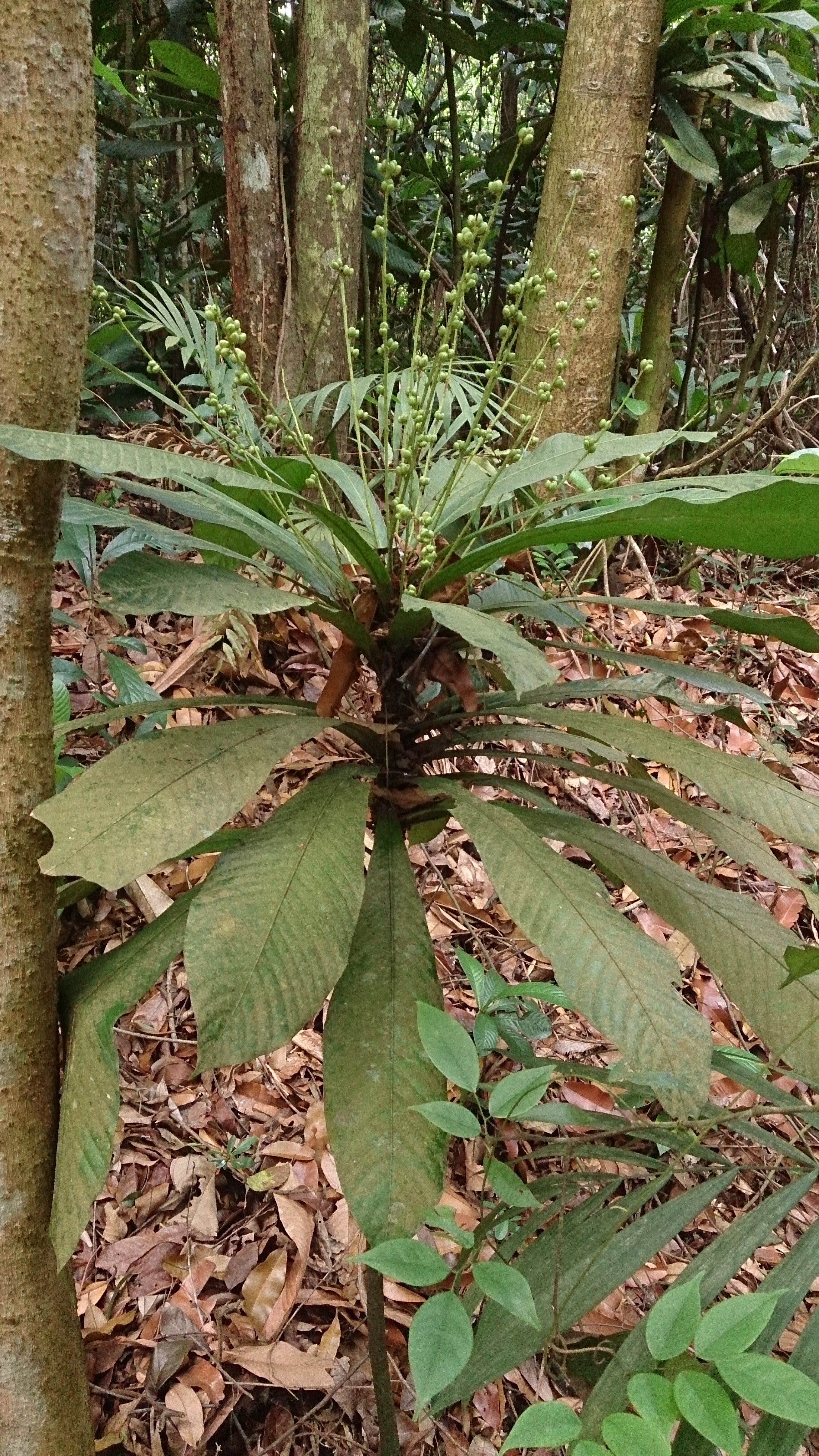
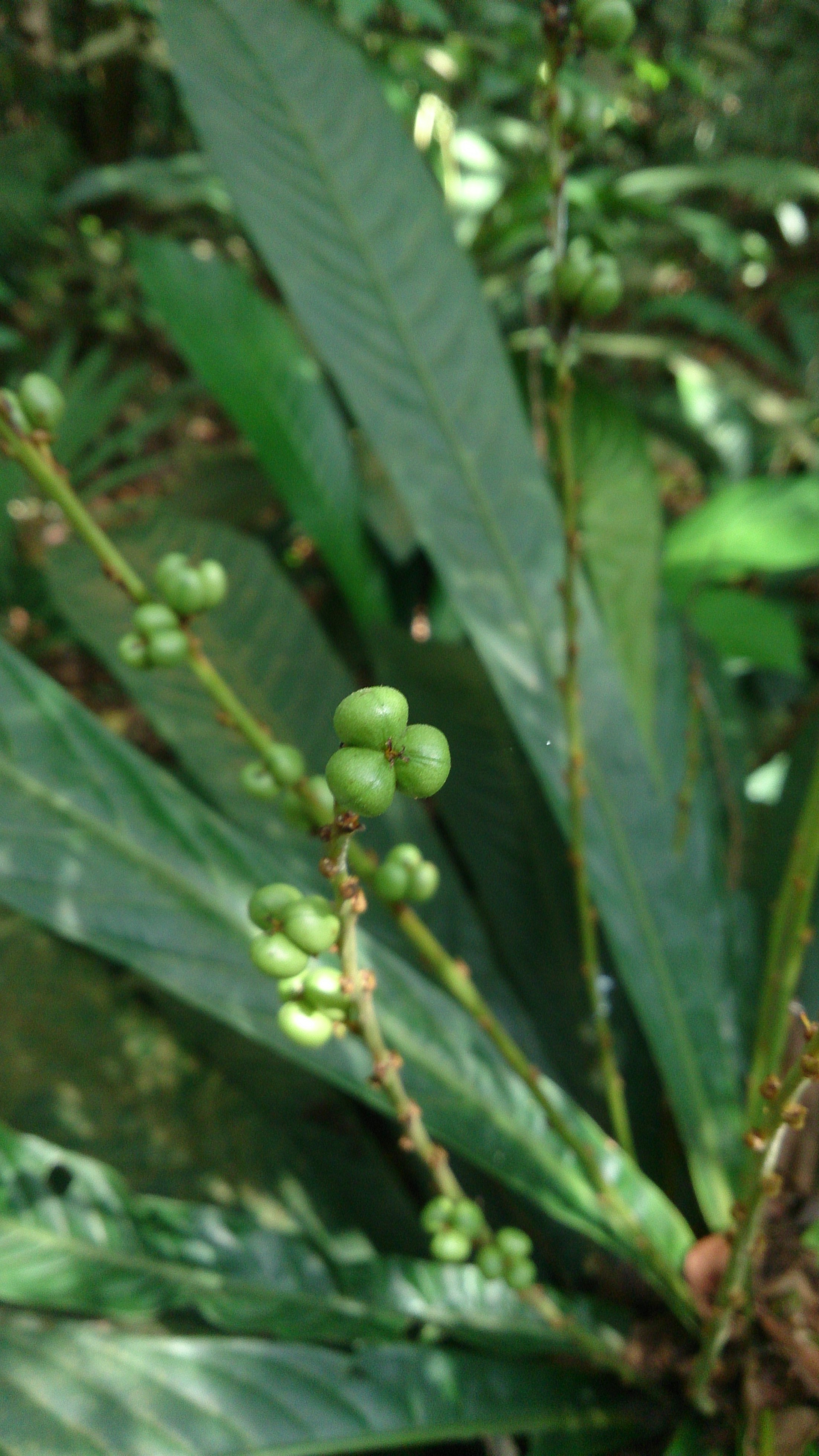
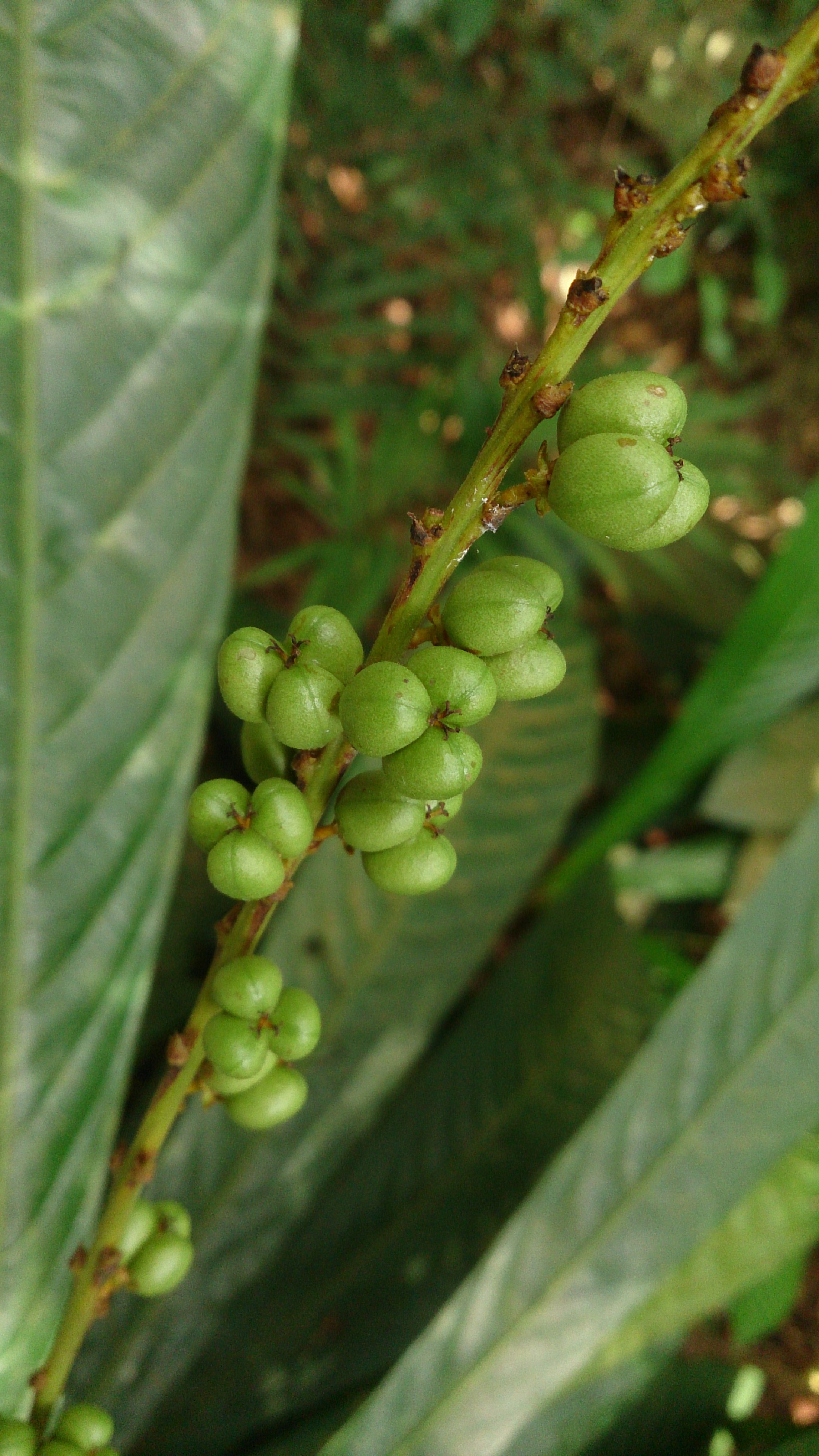